# Nguyễn Phúc Thanh Cật
Nguyễn Phúc Thanh Cát (chữ Hán: 阮福清吉; 1839 – 1879), phong hiệu Quảng Thi Công chúa (廣施公主), là một công chúa con vua Thiệu Trị nhà Nguyễn trong lịch sử Việt Nam.

## Tiểu sử
Hoàng Nữ Thanh Cát sinh năm Kỷ Hợi (1839), là con gái thứ 21 của vua Thiệu Trị, mẹ là Lục giai Tiệp dư Nguyễn Đình Thị Loan, người Quảng Trị. Công chúa là chị cùng mẹ với Kỳ Phong Quận công Hồng Đĩnh, hoàng tử thứ 23 của Thiệu Trị.
Tự Đức năm thứ 8 (1855), vua anh gả công chúa cho Phò mã Đô úy Trương Văn Chất, con trai của Tổng đốc Trương Văn Uyển, người Quảng Điền, Thừa Thiên. Công chúa sinh được sáu con trai và ba con gái.
Năm Tự Đức thứ 22 (1869), bà được sách phong làm Quảng Thi Công chúa (廣施公主).
Năm 1864, phò mã Chất tham gia vụ bạo loạn lật đổ vua Tự Đức cùng với hoàng thân Hồng Tập (con của Phú Bình Quận vương Miên Áo), bị khép tội trảm giam hậu (bị tội chém đầu nhưng giam lại để chờ), sau đem chém tại An Hòa, ở phía tây bắc Kinh thành Huế.
Năm Tự Đức thứ 32 (1879), Kỷ Mão, công chúa mất, thọ 41 tuổi, được ban thụy là Mỹ Thục (美淑). Tẩm mộ của công chúa hiện nay tọa lạc tại phường Thủy Xuân, Huế.